# 塞哥维亚输水道
塞哥维亚输水道（西班牙語：Acueducto de Segovia）是一座位於西班牙古城塞哥维亚的水道橋遺跡。這座水道橋除了是伊比利亚半岛上最雄伟、保存最好的古罗马遗蹟之外，也是所在地塞哥維亞的象徵，並被使用在其城徽上。
该建筑修建于公元1世纪，最高达28.5米，用167个拱门支撑。其水源来自17公里外的冷水河（Fuente Fría），水流在途中会过滤掉一些泥沙，通往老城中心的城堡（Segovia Alcázar）、阿索格霍广场（Plaza Azoguejo）。
该建筑是塞哥维亚最重要的标志性建筑，将近两千年来一直运作良好，为塞哥维亚提供了水源。在20世纪，它受到汽车污染的损害，花岗岩受到侵蚀。1997年以来进行修复，以確保其能保存下去。在修复工程完成後，交通改道，阿索格霍广场成为行人专用区。

## 参考文献

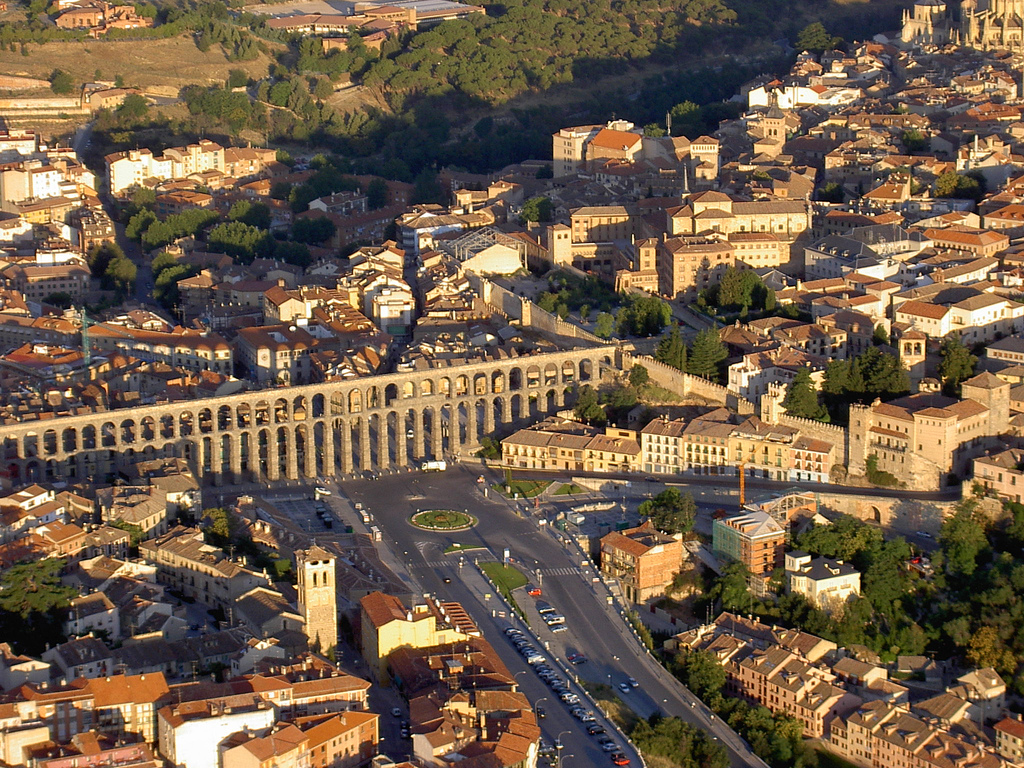
從空中鳥瞰的水道橋。
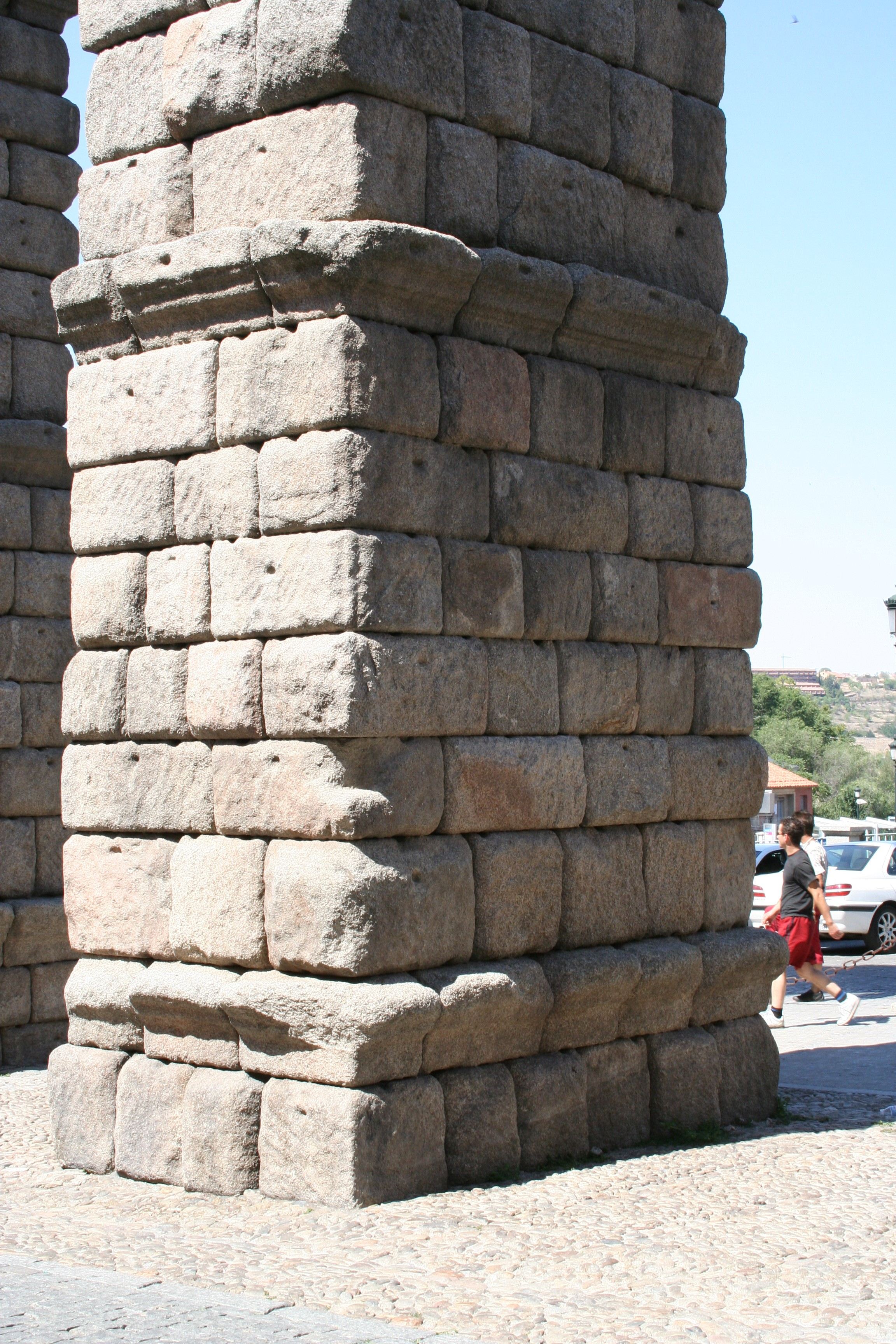
水道橋的基腳細節。
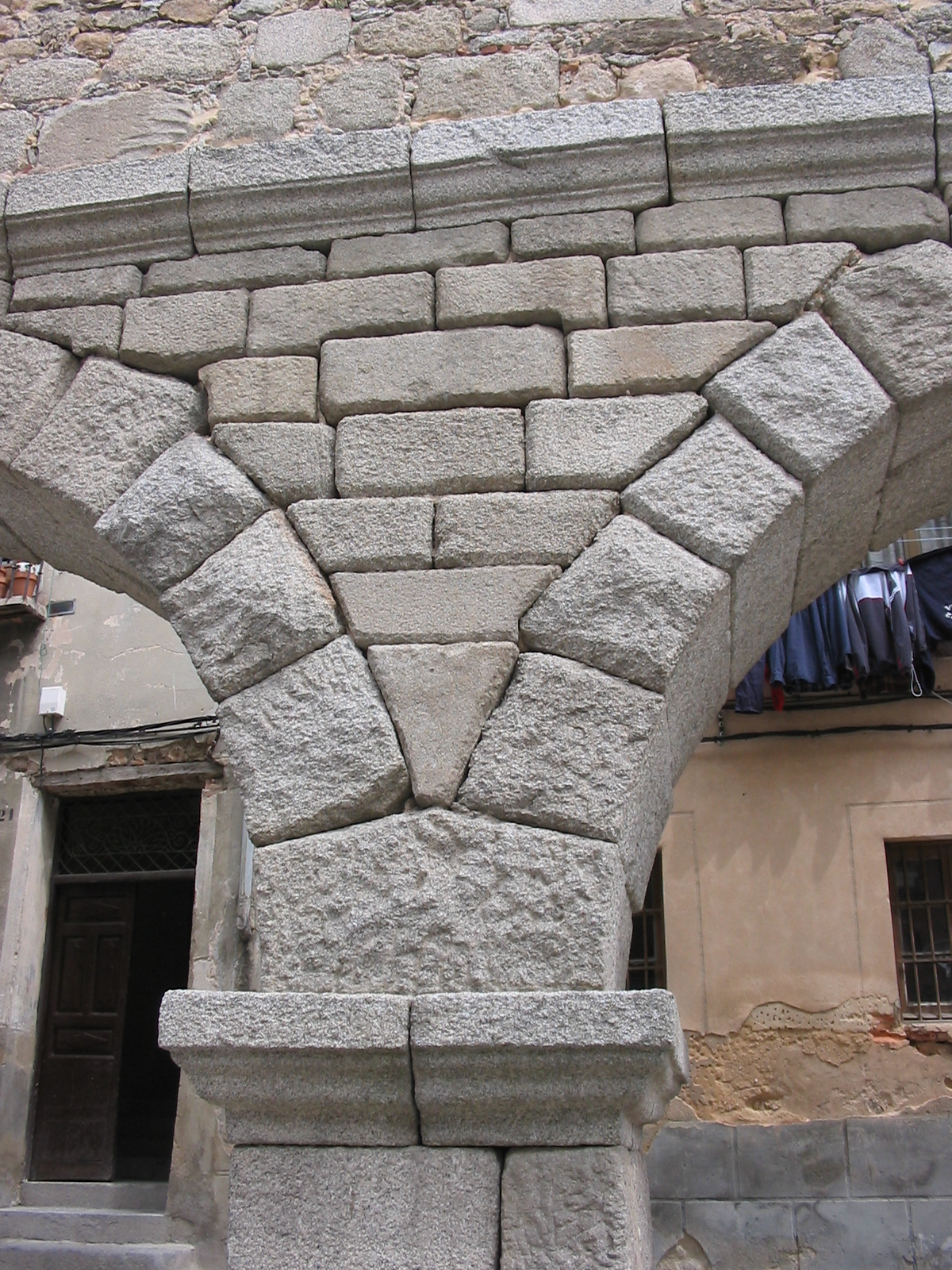
一段修復過的水道橋細節。古羅馬人利用拱結構來支撐橋身石材與水流的重量。
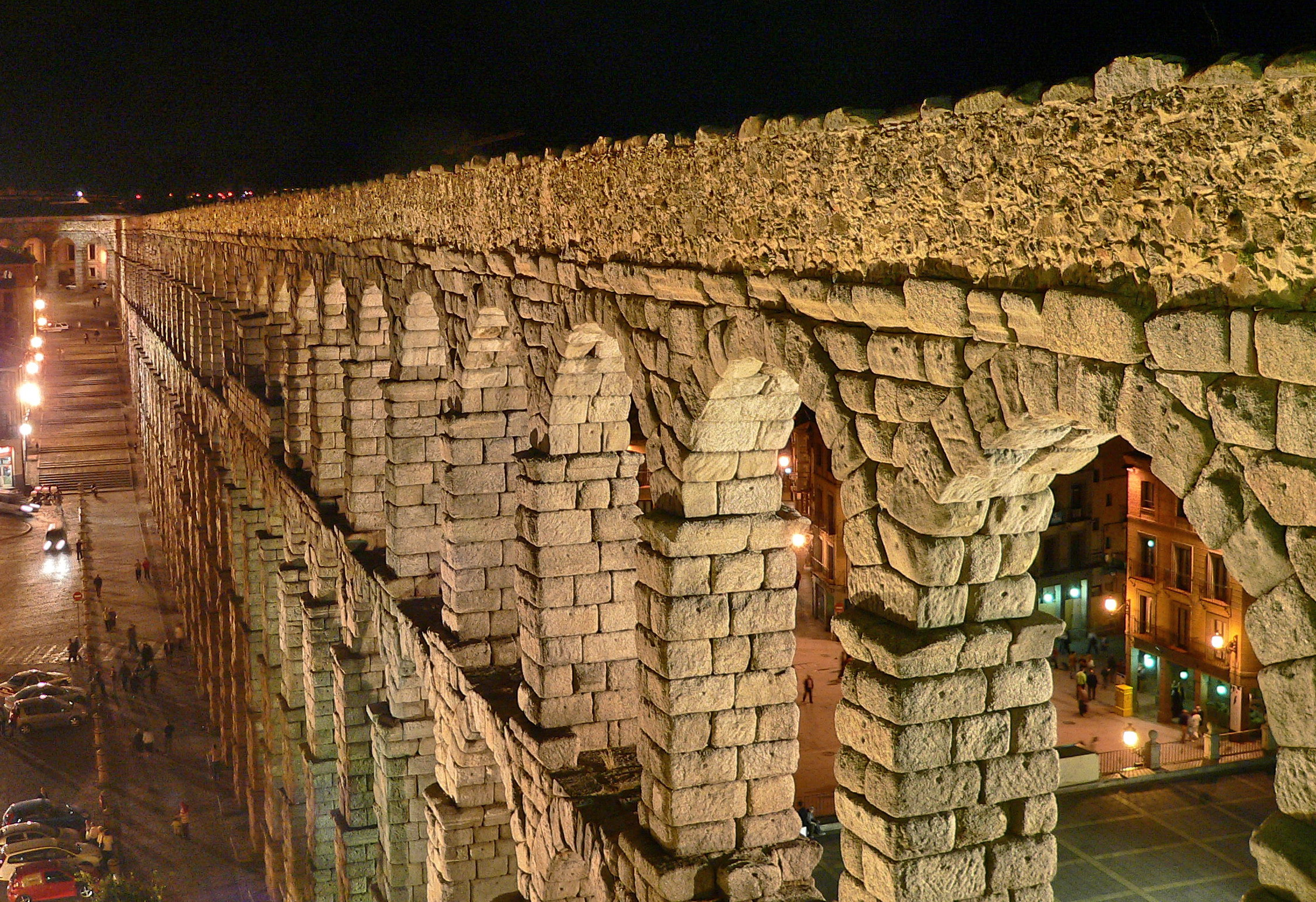
夜間的水道橋。
塞哥维亚输水道。
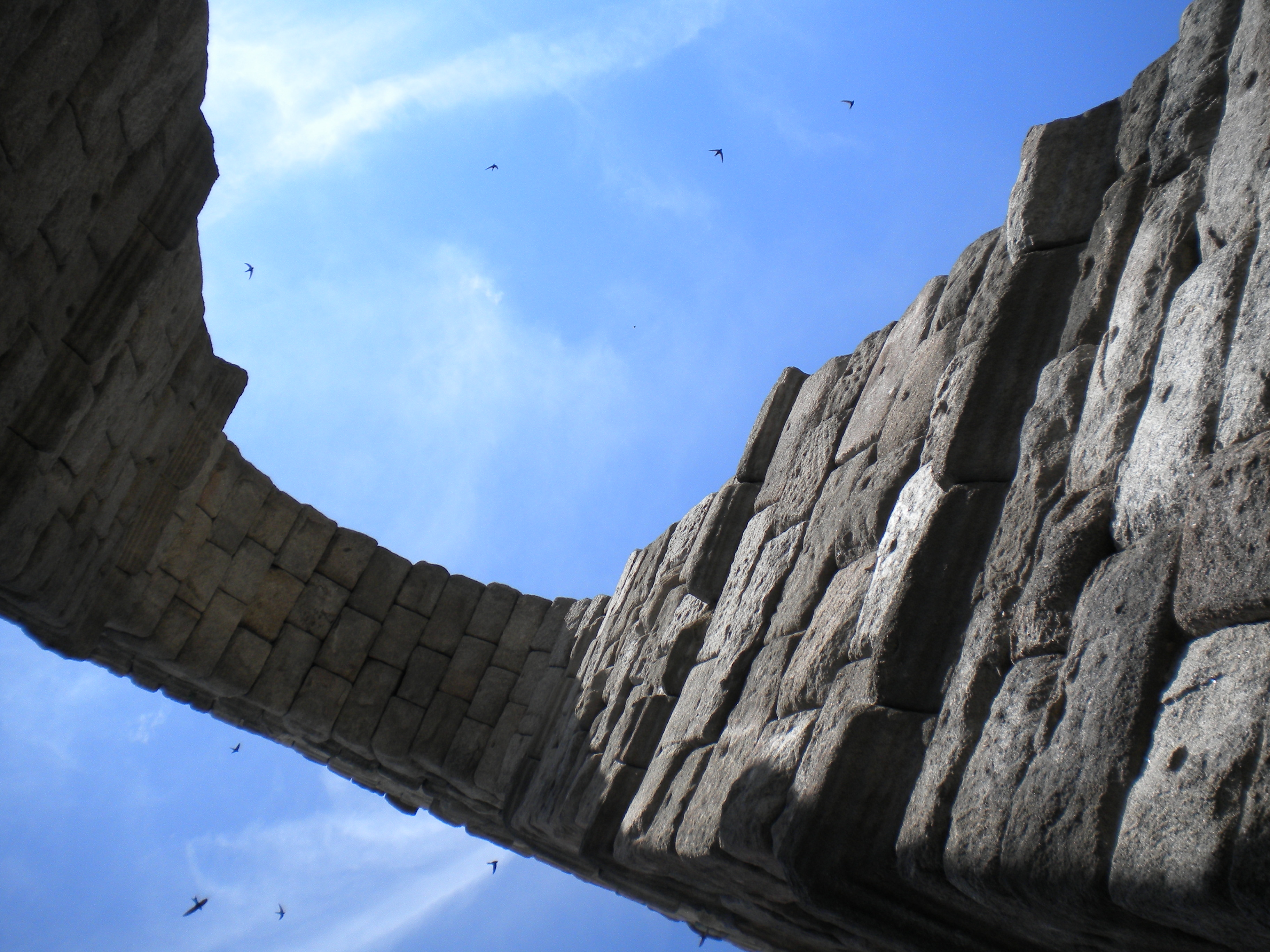
自橋底仰視水道橋。
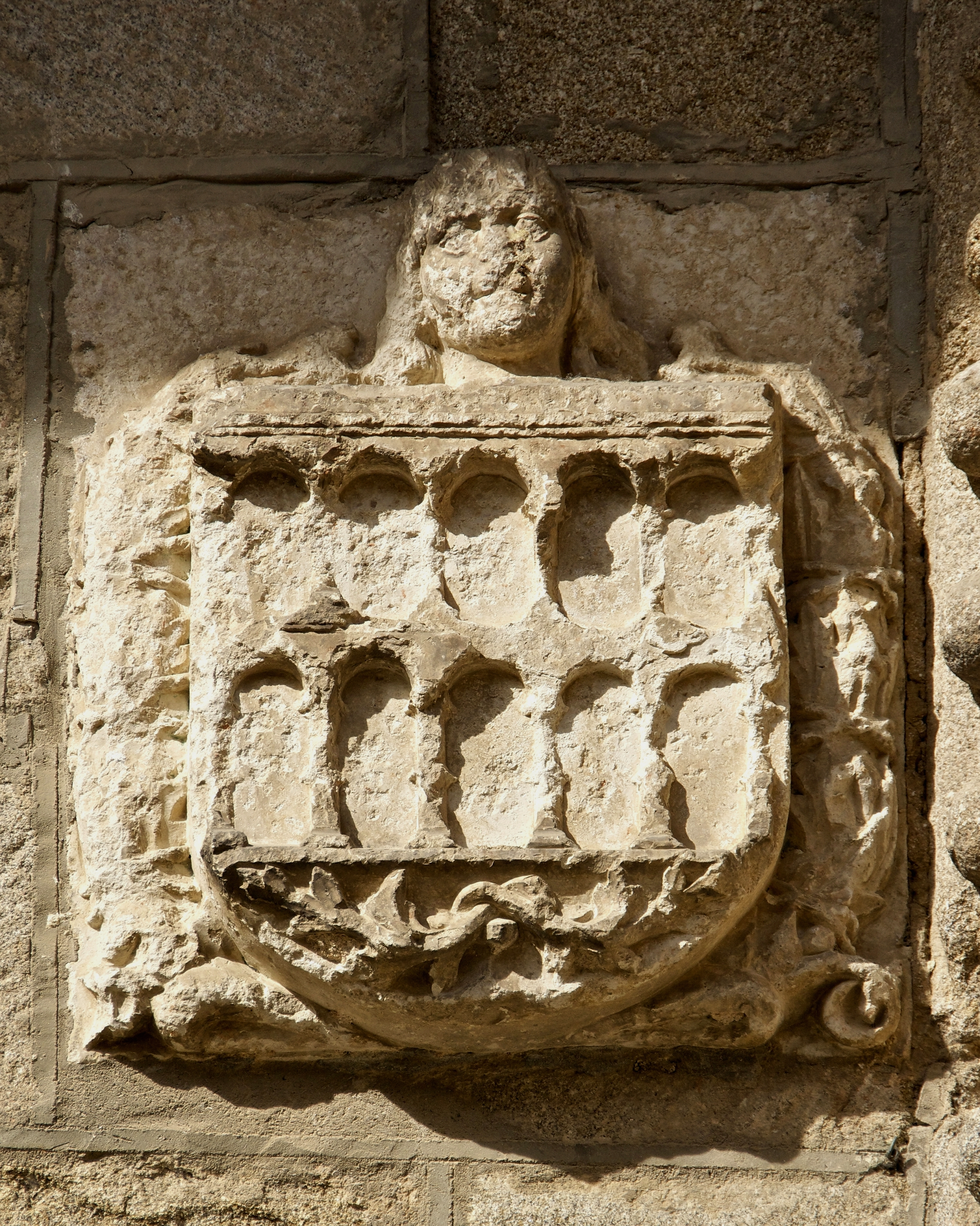
水道橋的形象出現在塞哥維亞公共穀倉（La Alhóndiga）立面上一個刻於16世紀的城徽中。